# Pardosa pumilio
Pardosa pumilio là một loài nhện trong họ Lycosidae.
Loài này thuộc chi Pardosa. Pardosa pumilio được Carl Friedrich Roewer miêu tả năm 1959.